# Maduiyeh
Maduiyeh (em persa: مدوئيه, também romanizada como Madū’īyeh) é uma aldeia do distrito rural de Tirjerd, no condado de Abarkuh, na província de Yazd, Irã.
Segundo o censo de 2006, sua população era de 138 habitantes, em 39 famílias.